# M16 (mina)

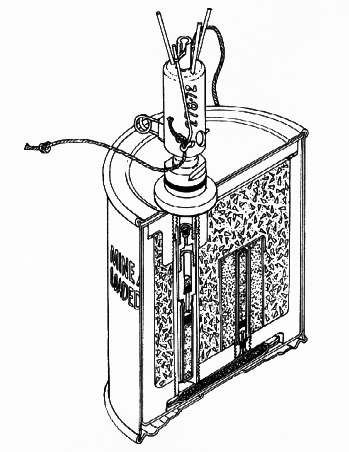
Průřez M16A2 minou

M16 (také nazývaná Bouncing Betty) je americká protipěchotní pozemní mina z kategorie skákajících šrapnelových min. Byla vyvinuta z německé S-miny používané v druhé světové válce. Účinný smrtící dosah je až 20 metrů, obsahuje přibližně dvakrát více TNT než běžný obranný granát. Je vybavena tlakovým senzorem (citlivý od 3,5 až 9 kg), ale může být spuštěna tahem (1,5 až 4,5 kg) pomocí nastraženého drátu.
Byla zkonstruována v 50. letech, ale až do současnosti se vyrábí v nejnovější verzi M16A2.

## Technické údaje
- Hmotnost: 3,75 kg
- Průměr: 103 mm
- Výška: 203 mm
- Obsah výbušniny: 575 g TNT
- Skákající je zvána protože po aktivaci rozbušky vyskočí do výšky 1 metr až 1,2 m a exploduje za rozletu střepin do všech směrů.